# Homorthodes flosca
Homorthodes flosca là một loài bướm đêm trong họ Noctuidae.